# Gholam-Hossein Naghshineh
Gholam-Hossein Naghshineh (1908 - 7 juin 1996 ; en persan : غلامحسین نقشینه) est un acteur iranien. Il est connu pour avoir joué dans la série télévisée Mon oncle Napoléon (Dā'i Jān Napoleon).

## Biographie
Gholam Hossein Naghshineh était un acteur célèbre jouant le rôle de "Oncle John" dans la série Mon oncle Napoléon, né en 1908 à Téhéran.
Il a commencé sa carrière cinématographique en 1952, réalisant et jouant dans le film "The Patriot".